# 脑叶
脑叶（Lobes），为高等脊椎动物脑结构的一部分，是大脑的基本组织形式。
左右大脑半球（cerebral hemispheres）拥有众多脑回和脑沟，后者将脑半球主要分为四个区域，每个区域即为一个脑叶（即完整的腦擁有四對腦葉）。肺叶和心室拥有类似的划分方式。
脑叶包括额叶（Frontal Lobe），顶叶（Parietal lobe），枕叶（Occipital Lobe）和颞叶（Temporal lobe）。